# Squirrel Fishing

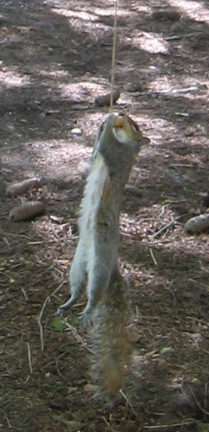
Squirrel fishing

Squirrel Fishing (deutsch Hörnchenangeln) ist eine Freizeitbeschäftigung, bei der es im Wesentlichen darum geht, ein Hörnchen (etwa ein Grauhörnchen) anzuheben. Der Hörnchenangler befestigt dafür eine Erdnuss oder einen anderen Köder an einer längeren Schnur. Greift das Hörnchen den Köder, kommt es darauf an, die Schnur so vorsichtig anzuheben, dass das Hörnchen die Nuss festhält, bis es über dem Boden schwebt.
Zu berücksichtigen ist, dass das nordamerikanische Grauhörnchen (Sciurus carolinensis) wesentlich weniger scheu ist als das Eurasische Eichhörnchen (Sciurus vulgaris).
Die Ursprünge des Hobbys sind unbekannt. Bereits 1889 berichtete The Pullman Herald (Pullman, Washington), Squirrel Fishing sei in Kalifornien populär.
Ende der 1990er Jahre kam es an US-amerikanischen Universitäten, wahrscheinlich zuerst in Harvard, zu einem Revival des Hobbys. Nikolas Gloy und Yasuhiro Endō (jap. 遠藤 泰広) von der Harvard University veröffentlichten 1997 auf ihrer Webseite A new approach to rodent performance evaluation eine bebilderte Anleitung zum Squirrel Fishing.
2004 gab es zahlreiche weitere Teams, u. a. an der Penn State University (Squirrel Fishing Rescue Rangers), der University of California, Berkeley (Berkeley Squirrel Fishers) und der University of Oregon. Hörnchenangler traten bei ABC News auf. Berichte erschienen in zahlreichen College-Zeitschriften, aber auch in der Los Angeles Times, Fortune, dem Oregonian und dem San Francisco Chronicle. Laut der Onlineausgabe der Londoner Zeitung Times handelt es sich um eine weit verbreitete Beschäftigung in den USA. In Berkeley hatten die Berkeley Squirrel Fishers im Jahr 2002 über 80 Mitglieder und waren Teil der US-weiten United States Squirrel Fishers Association.
Seit 1997 entwickelte sich das Hobby auch in Japan.